# Église Saint-Georges de Montréal
L’église anglicane Saint-Georges est située au 1101, rue Stanley à Montréal (en face de la place du Canada à l'angle de la rue de La Gauchetière et de la rue Peel). Elle a été construite par l'architecte William Tutin Thomas en 1869-1870, dans un style néogothique qui combine des éléments des styles anglais et français.
L’église Saint-Georges porte le nom du saint patron de l’Angleterre. Son extérieur de grès sculpté cache un intérieur dénué de colonnes de support et revêtu de boiseries anglaises traditionnelles qui ornent le chœur de la chapelle. Elle se démarque aussi par son magnifique plafond à poutres, l'un des plus grands du genre au monde. 
De plus, divers vitraux décorent les fenêtres. La tapisserie provient de l’abbaye de Westminster et avait servi au couronnement de la reine Élisabeth II.
L’église anglicane Saint-Georges a été reconnue comme un lieu historique national du Canada en 1990.

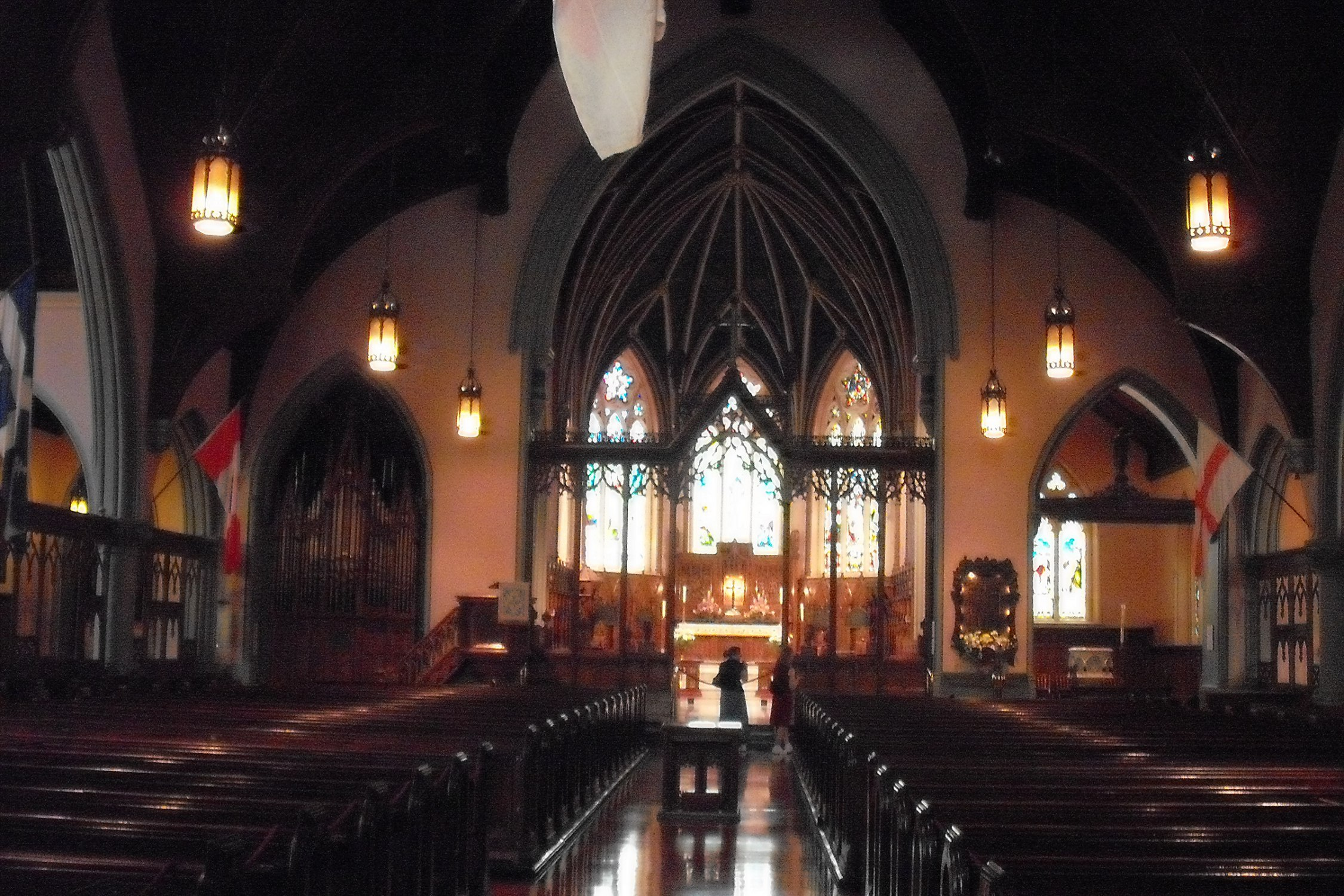
La nef
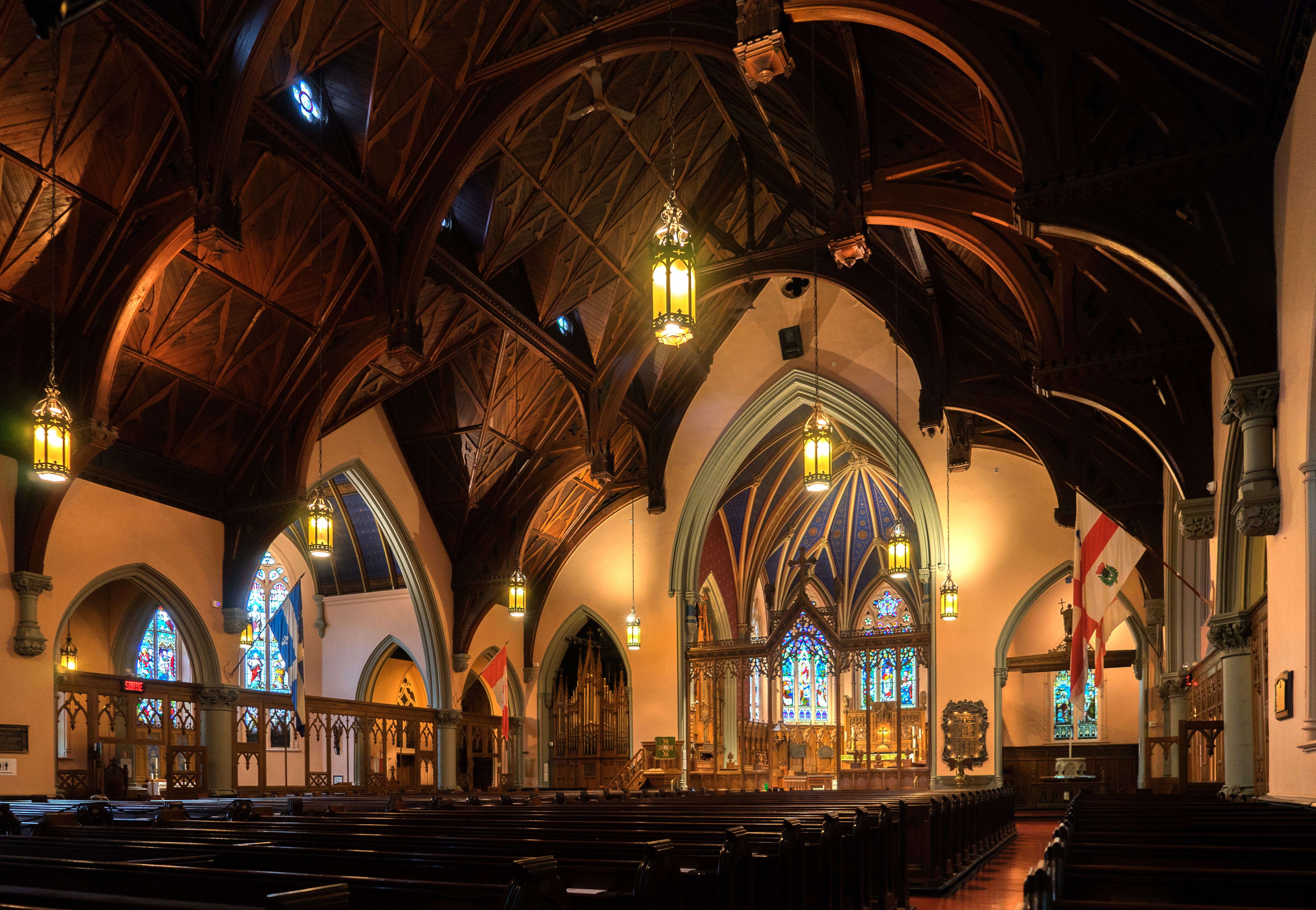
Le plafond de bois
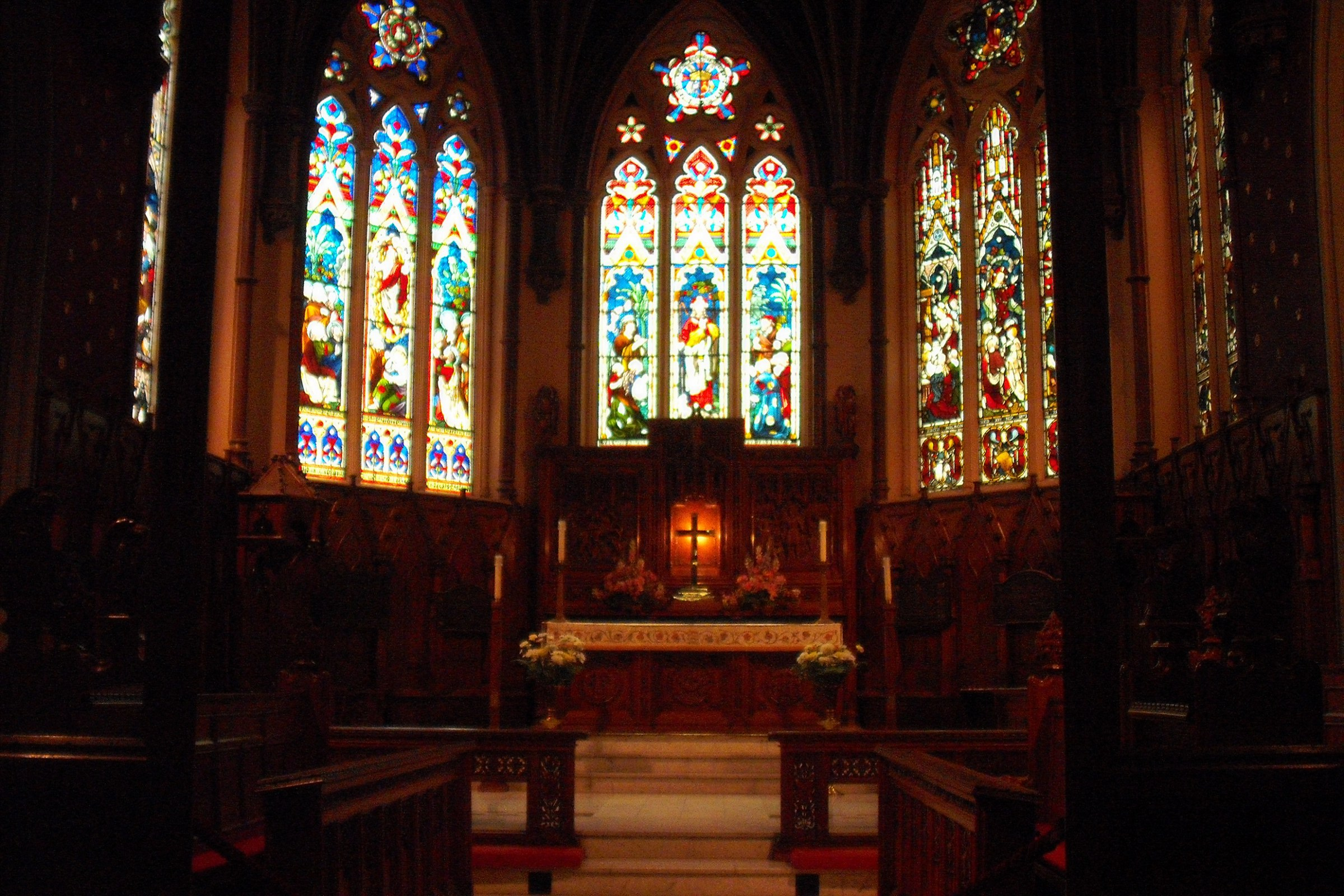
Maître-autel
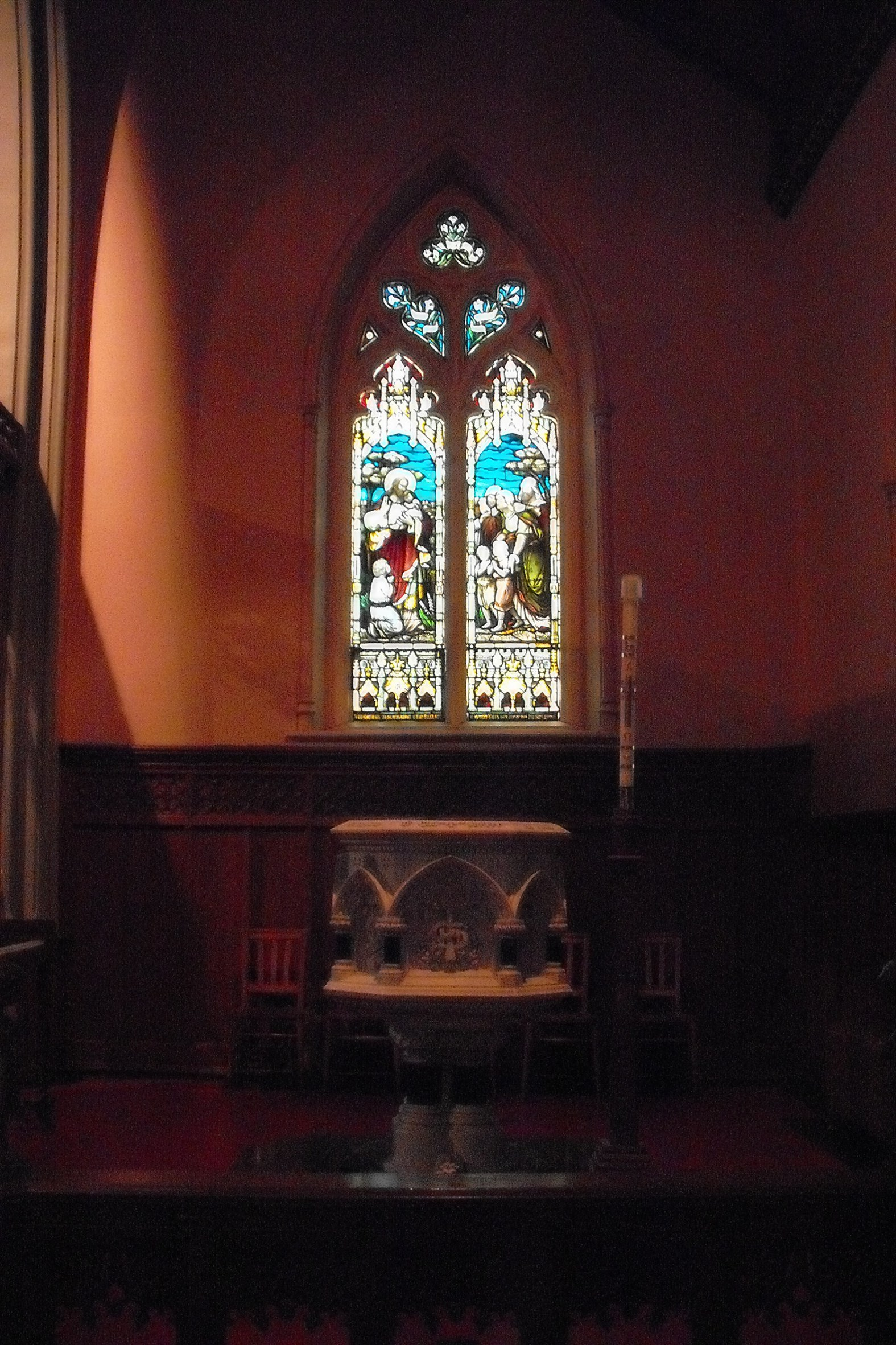
Fonts baptismaux
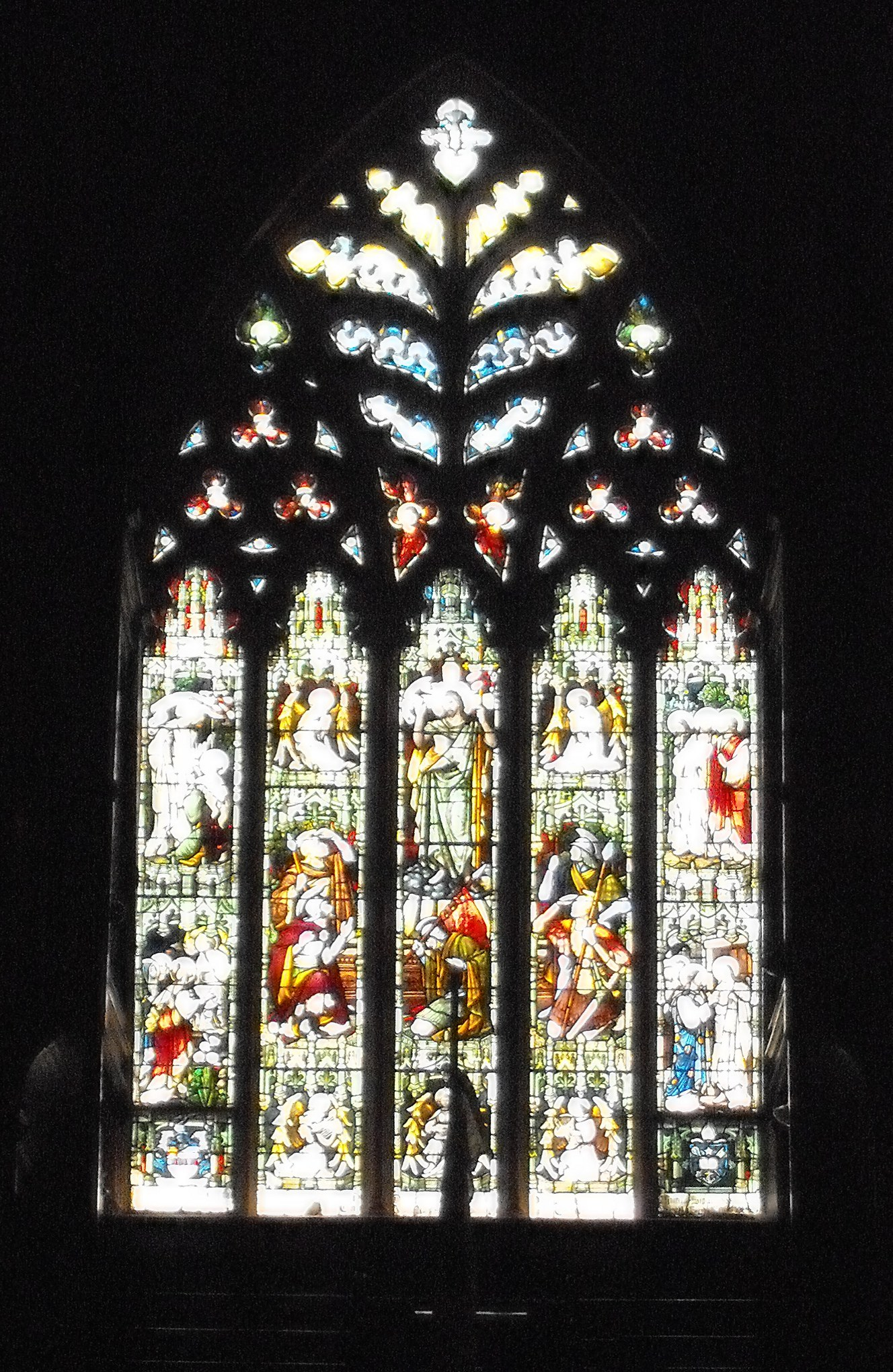
Grand vitrail
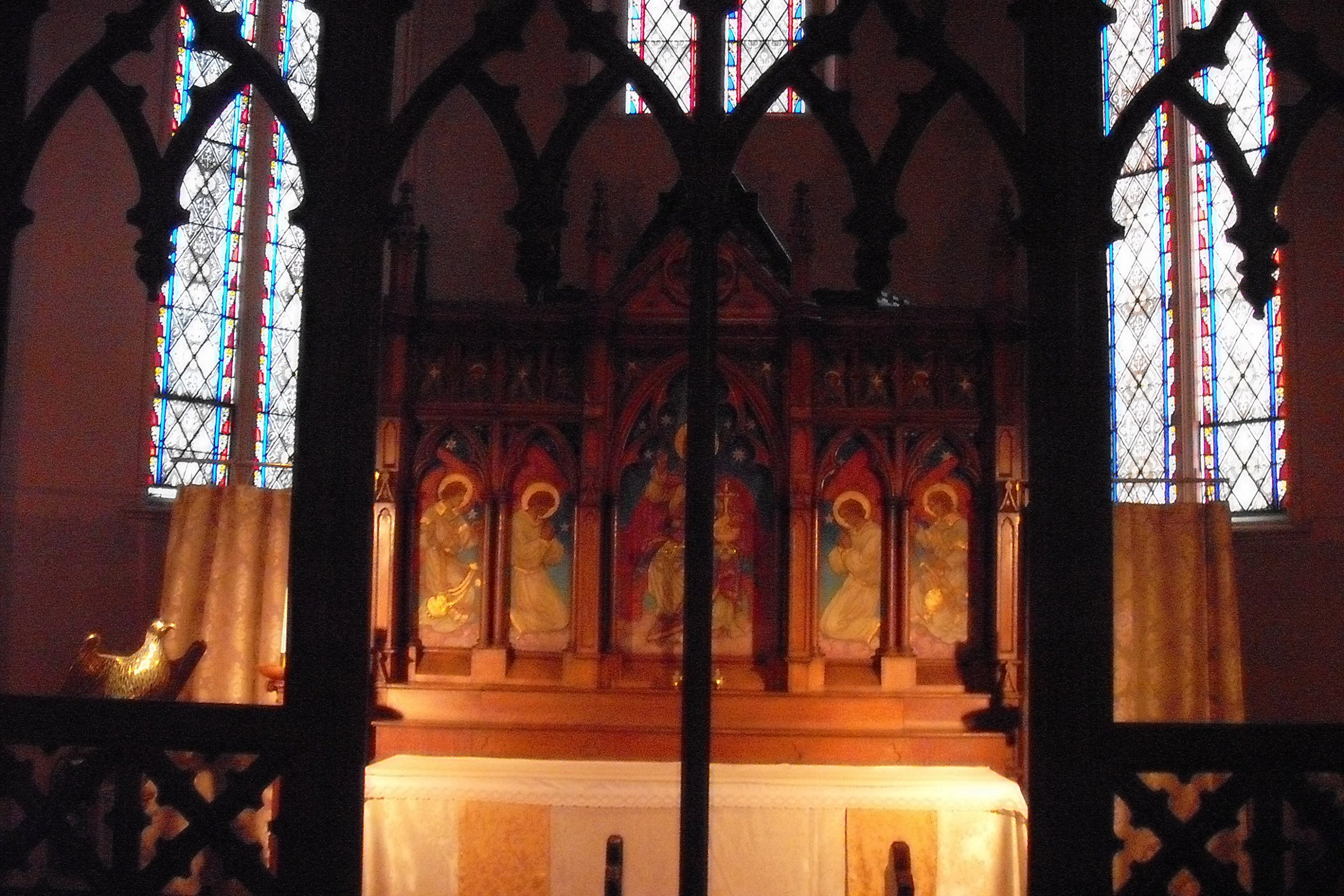
Chapelle latérale
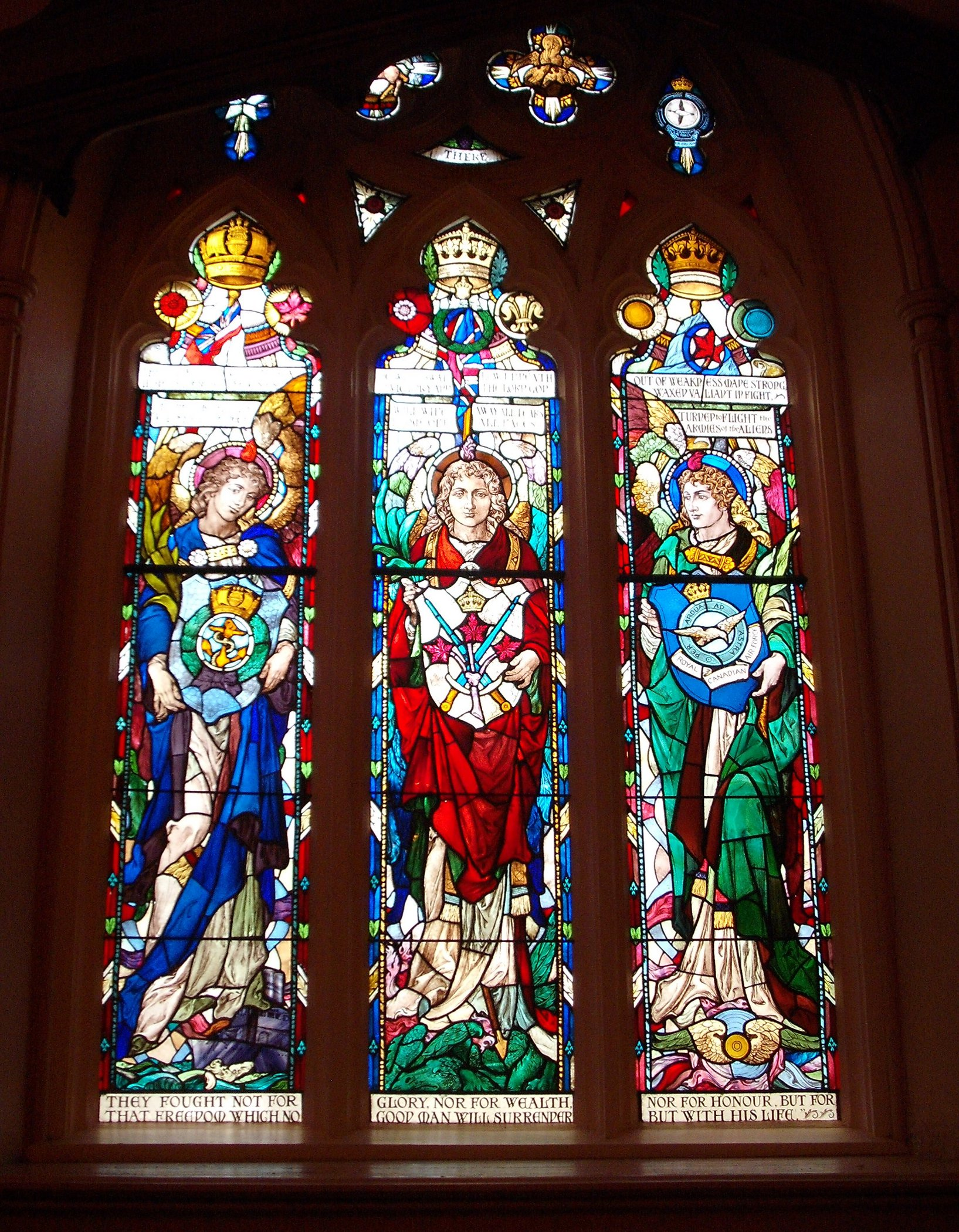
Vitrail en mémoire des soldats morts au combat